# José Calvo Sotelo

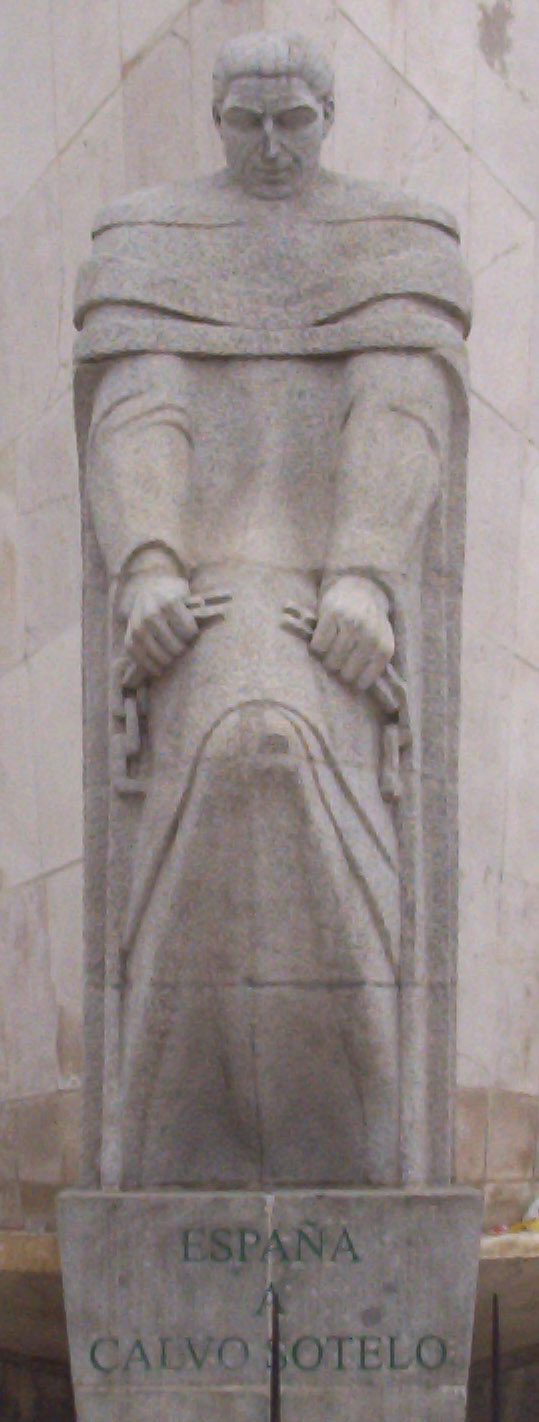
Momument över Calvo Sotelo (1960)

José Calvo Sotelo, född 6 maj 1893 i Tui, Pontevedra, död 13 juli 1936 i Madrid, var en spansk politiker före och under den andra spanska republiken. Han mördades av Guardia de Asalto dagen efter hårda konfrontationer i parlamentet. Detta ledde till misstankar om att mordet var beställt av regeringen och blev en av de utlösande faktorerna till spanska inbördeskriget.
Sotelo var utbildad ekonom och jurist och professor på Universidad Central. Han var även involverad i Antonio Maura Montaners konservativa parti.
När Miguel Primo de Rivera blev ledare av Spanien 1924 utsåg han Calvo Sotelo till finansminister från 1925. Sotelo tvingades i exil när Spanien utropade sig som republik 1931. Han återvände till Spanien 1934 efter att ha fått amnesti. Snart blev han en av de viktigaste högerpolitikerna i landet och en stark kritiker av den republikanska regeringen efter att vänstersamarbetet folkfronten vunnit valet i februari 1936.

## Mordet
På natten mot den 13 juli 1936 mördades José Castillo, löjtnant i Guardia de Asalto, av falangister. I gryningen bortfördes Calvo Sotelo från sitt hem av en grupp bestående av medlemmar av Guardia de Asalto och medlemmar av olika vänstermiliser under ledning av Guardia Civil-medlemmen Fernando Condés och sköts till döds inuti en polisbil. Enligt efterföljande utredningar mördades han av Luis Cuenca, livvakt åt socialistpartiets ledare Indalecio Prieto.
Regeringen var under de följande dagarna ovillig att ta avstånd från polisens agerande, förnekade sin egen inblandning i det chockerande mordet och utförde endast en rutinundersökning som aldrig ledde till något. Detta förfarande spädde på militärens beväpnade revoltförberedelser, något som pågått sedan folkfrontens valseger i februari. Den 17 juli 1936 tog generalerna Emilio Mola, Francisco Franco och José Sanjurjo kommandot över den mobiliserade armén i afrikanska Melilla som direkt resulterade i inbördeskrigets start.